# Daglicht (roman)
Daglicht is een roman van de Nederlandse schrijfster Marion Pauw uit 2008. Het boek is bekroond met de Gouden Strop, de prijs voor de beste Nederlandstalige spannende roman.
In 2012 werden de filmrechten van Daglicht verkocht aan filmproducent Eyeworks. In april 2013 kwam de gelijknamige film uit, geregisseerd door Diederik van Rooijen met Angela Schijf en Fedja van Huêt in de hoofdrol.

## Verhaal
De 56 hoofdstukken worden afwisselend verteld door Iris en Ray, haar halfbroer.
Iris vertelt de oneven hoofdstukken.
Iris Kastelein is een jonge advocate, die na de geboorte van haar zoon Aron parttime kon gaan werken als alleenstaande moeder bij het kleine advocatenkantoor Bartels&Peters. De driejarige Aron is de schrik van de kindercrèche en is ook voor Iris moeilijk opvoedbaar. Als Aron 7 jaar is, is het wel duidelijk dat hij autisme heeft. Alleen haar afstandelijke moeder, type ijskast, kan met haar kleinzoon goed overweg.
Ray Boelens heeft achttien jaar als bakker gewerkt in een bakkerij in een dorpje bij Amersfoort. Hij heeft het vak geleerd van zijn baas, de Fransman Pierre Henri. Pierre is naar Nederland gekomen voor zijn vakantieliefde Margreet. Na hun vertrek is Ray de hoofdverantwoordelijke voor het bakproces, omdat de nieuwe eigenaar geheel op zijn vakkennis leunt. Bovendien heeft hij het moederdeeg van Pierre persoonlijk ontvangen. Hij krijgt een vriendschappelijke relatie met zijn alleenstaande buurvrouw Rosita de Jong en haar dochtertje van drie, Anna. Op een kwade zaterdag dreigt zijn moederdeeg in te storten, mede geveld door zijn tranen. Hij rent uren eerder dan gebruikelijk vertwijfeld de bakkerij uit en treft vervolgens middels een bloedspoor bij de voordeur zijn buren bloedig vermoord aan in hun woning. Hij wordt ondanks zijn ontkenning veroordeeld tot acht jaar gevangenisstraf en TBS.
Iris krijgt bij het oppassen op haar moeders bungalow te maken met een dode vis, King Kong. Die vis komt uit een prijswinnend zoutwateraquarium in 1997. Via het logboek komt ze op de naam van een mysterieuze R. Boelens, die van 1990 tot 1999 alle logboekzaken heeft bijgehouden. 1999 is het jaar dat het aquarium opeens bij haar moeder was verschenen. Maar die naam Boelens is ook de geboortenaam van haar moeder, Ageeth Antonia Boelens. Via een bevriende journaliste Bienie komt ze erachter dat ene Ray Boelens is veroordeeld wegens een dubbele moord op 17 mei 1998 en inmiddels in een tbs-kliniek is opgenomen. Met instemming van de leiding van haar kantoor wil ze gaan werken aan een herzieningsprocedure bij de Hoge Raad voor haar halfbroer. Inmiddels blijft de leiding van haar bedrijf achter haar actie staan, naar later blijkt mede omdat Ray bovendien een verzwegen zoon is van een schatrijke klant. Iris verzwijgt op haar beurt jegens de leiding dat ze inmiddels weet dat Ray haar halfbroer is.
Terwijl Iris en Ray proberen aan elkaar te wennen zowel als broer en zus en als cliënt en advocaat, wordt de rol van hun moeder steeds mysterieuzer. Hoe kwam deze alleenstaande vrouw van dertig jaar in 1971 aan 150.000 gulden voor een bungalow in Amsterdam-Buitenveldert? Aan het eind van het boek beseft Iris dat haar moeder de dubbele moord uit bezorgdheid en jaloezie heeft gepleegd en niet haar halfbroer. Het moordwapen wordt nu nog steeds gebruikt om er groenten mee te snijden in haar moeders keuken. En ze ontdekt dat haar moeder al bijna 45 jaar een geheime relatie heeft met de schatrijke Twan van Benschop, tevens de vader van Ray. Vanwege zijn lastige autisme was Ray op zijn negende het huis uit geplaatst door een hem mishandelende alleenstaande moeder, die daarna razendsnel trouwde en Iris ter wereld bracht. Iris wist al die tijd niet dat ze een halfbroer had.
In het laatste hoofdstuk 56 is Ray vrij en duikt onder water en ziet in het vrije daglicht de vissen uit zijn aquarium nu ook zwemmen op zijn tropische vakantiebestemming. Hij is er samen met zijn halfzus en zijn neefje Aron. Ook Mo de Vries is mee, een begeleider uit de kliniek, die een relatie heeft gekregen met Iris. Ray vraagt tot slot hoopvol aan Iris of ze zo samen een gezin zijn. Maar dat zijn ze niet, maar wel familie. Maar als ze de teleurstelling ziet bij Ray, bevestigt Iris dat ze toch wel een niet helemaal doorsneegezin zijn. Maar bovenal zijn ze familie. Ze hebben immers allebei altijd bij een gezin willen horen.